# توكي (شركة)
شركة توكي (بالتركية: Toplu Konut İdaresi Başkanlığı) ( تعني حرفيًا "إدارة تنمية الإسكان الجماعي") هي وكالة إسكان مدعومة من الحكومة التركية .
تأسست شركة توكي في عام 1984، وتقوم بتنفيذ المشاريع والأنشطة في المقام الأول في جميع أنحاء تركيا في مجال الإسكان بما يتماشى مع أولويات البناء الحكومي والإسكان الجماعي. في عام 2004، مكنت الحكومة المناطق من خلال قانون بلدي جديد من التعاون مع شركة توكي لتطوير المناطق المحرومة من خدمات الإسكان.

## روابط خارجية
- (بالإنجليزية)